# بالدور ثور بيارناسون
بالدور ثور بيارناسون هو لاعب كرة قدم آيسلندي في مركز الهجوم، ولد في 3 يوليو 1969 في آيسلندا. شارك مع منتخب آيسلندا تحت 21 سنة لكرة القدم ومنتخب آيسلندا لكرة القدم. أما مع النوادي، فقد لعب مع ستيارنان ونادي فيلكير.